# Presa Monte Grande
Presa Monte Grande is een project in ontwikkeling voor de bouw van een stuwdam in de rivier Yaque del Sur bij de plaats Monte Grande in de Dominicaanse provincie Barahona, ongeveer 4 km zuidwest van Boca de la Mula. De locatie bevindt zich halverwege Presa de Sabana Yequa en de baai van Baai van Neiba.
Het is de bedoeling dat presa Monte Grande meerdere functies gaat vervullen. De hoogste prioriteit heeft de bescherming tegen overstromingen in de lagere gebieden.
Het volume van het stroomgebied is 3.885 km² en zal stijgen met 1.534 km². In procenten is dat 47.75% en na de plaatsing van de stuwdam 78.90%.
Men verwacht dat dit een aanzienlijke vermindering van de risico's voor de lagere gebieden zal betekenen.
Componenten van het Monte Grande Project
- Monte Grande stuwdam
- Hydro-elektrische installatie
- Watervoorziening door zwaartekracht met een onafhankelijk regionaal aquaduct voor Barahona en Baoruco
- Irrigatienetwerk linkeroever
- Irrigatienetwerk rechteroever
- Waterstroomcontrolewerken

Hydro-elektrische generatie
- Installatie van 7,83 MWh
- Jaarlijkse generatie van 68,6 GW
- Jaarlijkse inkomsten uit de verkoop en distributie van RD$ 170.110.000 (koersafhankelijk € 34.022.000) met een prijs per kWh RD$ 2,48 (€ 0,50)
- De vraag naar energie-onafhankelijkheid van de provincies Bahoruco, Barahona en Pedernales is 91.09 GWh/j. Aan deze vraag kan worden voldaan met de opwekkingscapaciteit van Monte Grande en rehabilitatie van de hydro-elektrische centrale van de stuw van Las Damas in Duvergé, provincie Independencia, die samen 91.81 GWh/j zouden kunnen produceren.

| Technisch gegevens nog onbekend | Technisch gegevens nog onbekend |
| ------------------------------- | ------------------------------- |
| Type:                           | Meervoudig                      |
| Hoogte:                         |                                 |
| Rivier:                         | Rio Yaque del Sur               |
| Kroonhoogte:                    |                                 |
| Kroonlengte:                    |                                 |
| Overlaat kuifhoogte:            |                                 |
| Type overlaat:                  |                                 |
| Capaciteit overlaat:            |                                 |
| Maximumniveau:                  |                                 |
| Minimumniveau:                  |                                 |
| Capaciteit totaal:              |                                 |
| Embalse (onder meer)            |                                 |
| Hydrografisch gebied:           |                                 |
| Berekende capaciteit:           | 7,83 MWh                        |
| Te leveren energie:             | 68,6 GWh/jaar                   |
| Irrigatie gebied:               | 5419 Km²                        |
| Constructiejaar:                |                                 |